# Речная Матуга
Речная Матуга — остров в России, расположенный у западного берега полуострова Тайгонос, на северо-востоке Гижигинской губы в заливе Шелихова Охотского моря, к западу от мыса Матугин, к северо-западу от устья реки Матуга, которая впадает в одноимённую бухту. Наивысшая точка 85 метров над уровнем моря. Относится к Северо-Эвенскому району Магаданской области.